# Erazem Lorbek
Erazem Lorbek (ur. 21 lutego 1984 w Kranju) – słoweński koszykarz, grający na pozycji środkowego lub skrzydłowego, reprezentant Słowenii. Dwa razy został wybrany MVP juniorskich mistrzostw Europy w 2002 i 2004. Z seniorską reprezentacją Słowenii wystąpił na trzech Mistrzostwach Europy - w latach 2005, 2007, 2009. Ma młodszego brata Domena Lorbeka, który również jest koszykarzem.

## Kariera zawodnicza
Jego pierwszym klubem była Union Olimpija Lublana, czołowy zespół ligi słoweńskiej. W sezonie 2002/2003 studiował i grał na Uniwersytecie Michigan w USA. Jednak po roku zrezygnował i przeniósł się do Włoch do klubu Fortitudo Bolonia, gdzie grał od 2003 do 2006. W 2005 otrzymał nagrodę Rising Star, przyznawaną najlepszemu zawodnikowi poniżej 22. roku życia, grającemu w Eurolidze. Początkowo zgłosił się do Draftu NBA 2004, ale ostatecznie wycofał swoją kandydaturę. Rok później został wybrany w Drafcie przez zespół Indiana Pacers, jednakże pozostał w Europie, by rozwijać swoje umiejętności.
W 2008 dołączył do klubu CSKA Moskwa, z którym awansował do finału Euroligi. Został wybrany do drugiej "piątki" najlepszych koszykarzy rozgrywek.
18 sierpnia 2009 podpisał 3-letni kontrakt z klubem FC Barcelona, z możliwością odejścia do NBA po dwóch latach.
- Union Olimpija Lublana II (Słowenia, 1999-2002)
- Michigan State (USA, 2002-03)
- Fortitudo Bolonia (Włochy, 2003-06)
- Unicaja Malaga (Hiszpania, 2006-07)
- Benetton Treviso (Włochy, 2007)
- Lottomatica Rzym (Włochy, 2007-08)
- CSKA Moskwa (Rosja, 2008-09)
- FC Barcelona (Hiszpania, 2009-)